# マハーヴィーラ

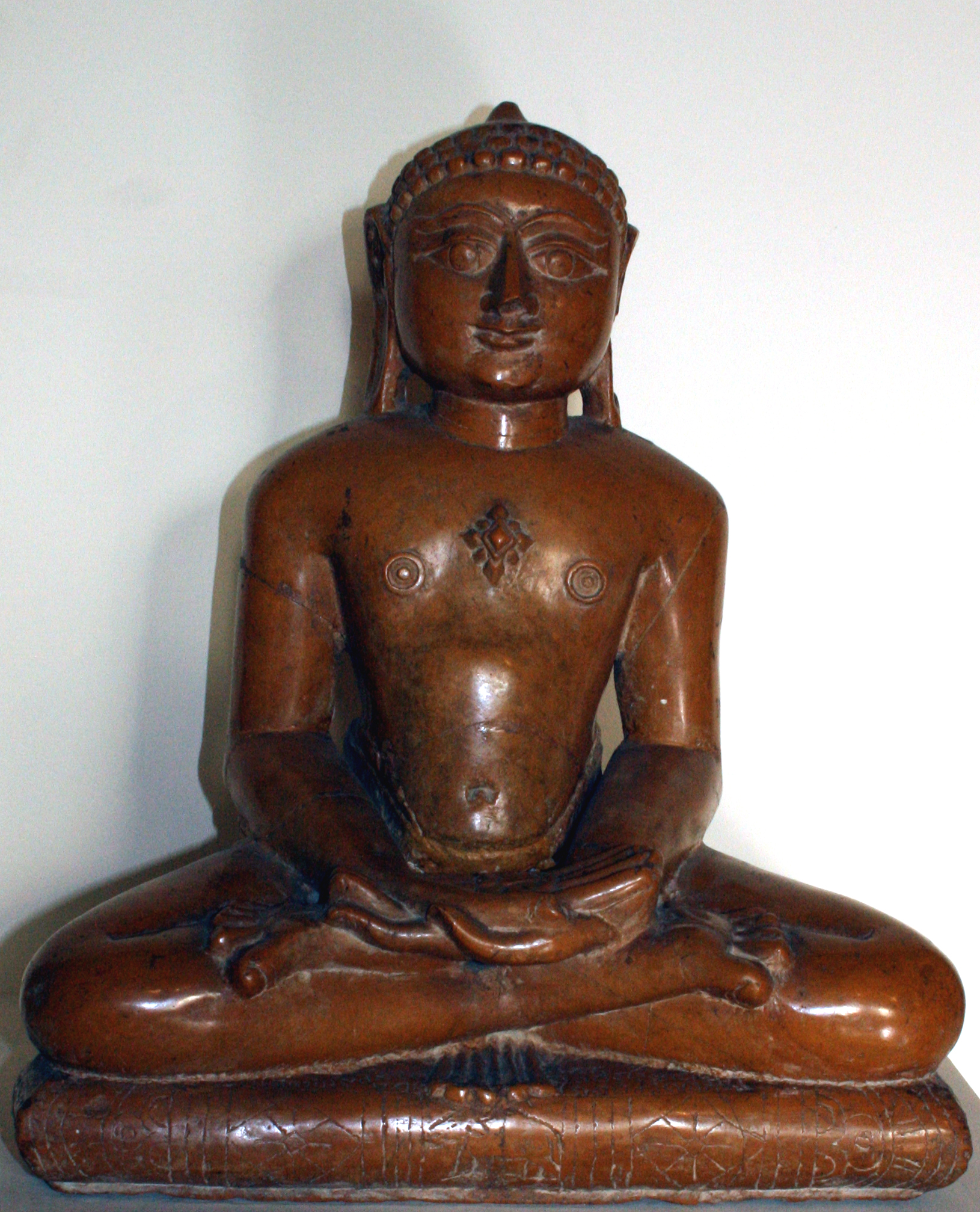
マハーヴィーラ（ヴァルダマーナ）座像（15世紀）

マハーヴィーラ（サンスクリット語:Mahāvīra、महावीर、「偉大な勇者」、漢訳仏典では「大雄（大勇）」）は、ジャイナ教の開祖であるマハーヴィーラ・ジャヤンティーである。
出家以前の名はヴァルダマーナ（サンスクリット語:Vardhamāna、वर्धमान、原義は「栄える者」）であった。クシャトリヤ出身。仏教を開いたガウタマ・シッダールタと同時代の人であり、生存年代には異説も多い（後述「生没年について」）が、一説によれば紀元前549年生まれ、紀元前477年死没とされている。
古代インドの自由思想家であり、仏教の立場からは「六師外道」の1人という位置付けになる。

## マハーヴィーラの生涯

### 誕生

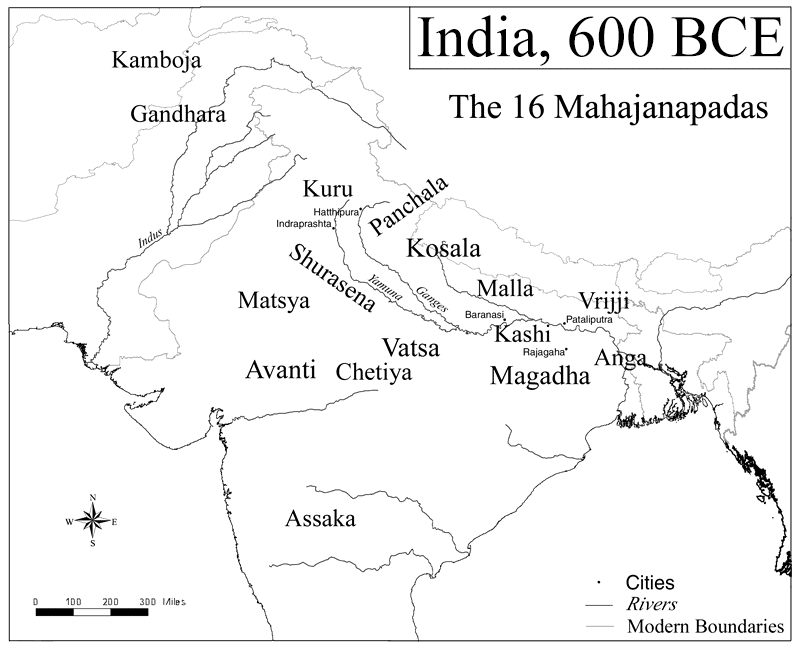
十六大国時代のインド（紀元前600年）

マハーヴィーラは、十六大国時代のマガダ国（現ビハール州）のヴァイシャーリーの一隅クンダプラに、クシャトリヤ（武士階級）に属する豪族の子として生まれた。父親は高貴な氏族の族長シッダールタSiddārtha、母親はヴァイシャーリー王の妹トゥリシャラーTriśalāであった。両親ともジャイナ教の前身にあたるニガンタ派に帰依していた。ナータ族（パーリ語。サンスクリット語ではジュニャートリ族）の出身であることからナータプッタ（「ナータ族の子」）とも呼ばれた。
ただし、伝説では、その出生は「救世主の誕生」という枠組みのなかに位置づけられる。最後の救世主となるべき彼は、地上にくだり、パーサ（パールシュヴァ）によるニガンタ派の教えとその創設による共同体の道徳的完全さを復興しようと決意する。彼は、あるバラモンの妻デーヴァーナンダー（Devānandā）の子宮のなかに化身するが、神々は将来の救世主たるにふさわしい人物として天上の聖なる乳に彼を浸し、救世主はクシャトリヤの家に生まれなければならないとして胎児をマガダ国の王女である母親の体内へ移送する。偉大な人物の到来を予告する14とも16ともいわれる一連の夢によって、2人の母は、救世主・転輪聖王の誕生を告げられる。そして、ブッダやザラスシュトラにおけるのと同様、生誕のその夜空に巨大な光が輝いたのである。それは、チャイトラ白月13日のこととされ、グレゴリウス暦では4月12日に相当するとされている。
この子はヴァルダマーナ（「栄える者」）という名を授かる。その誕生日は、マハヴィール・ジャヤンティ（Mahavir Jayanti）と呼ばれ、世界中のジャイナ教徒のなかで最も重要な宗教上の休日として祝われる。この休日は、祈り、装飾、パレードおよび祭典で有名である。

### 青年時代
ヴァルダマーナは、ブッダ（ガウタマ・シッダールタ）がそうであったように王子としての生活を経験し、若くして高貴な娘と結婚して一女をもうけたという。青年時代にあっても、彼は高潔な資質を示し、瞑想にふけり、自己凝視に没頭した。彼はニガンタ派の中心となる教義に興味を持っており、世俗からはいっそう遠ざかっていった。

### 修行と悟り

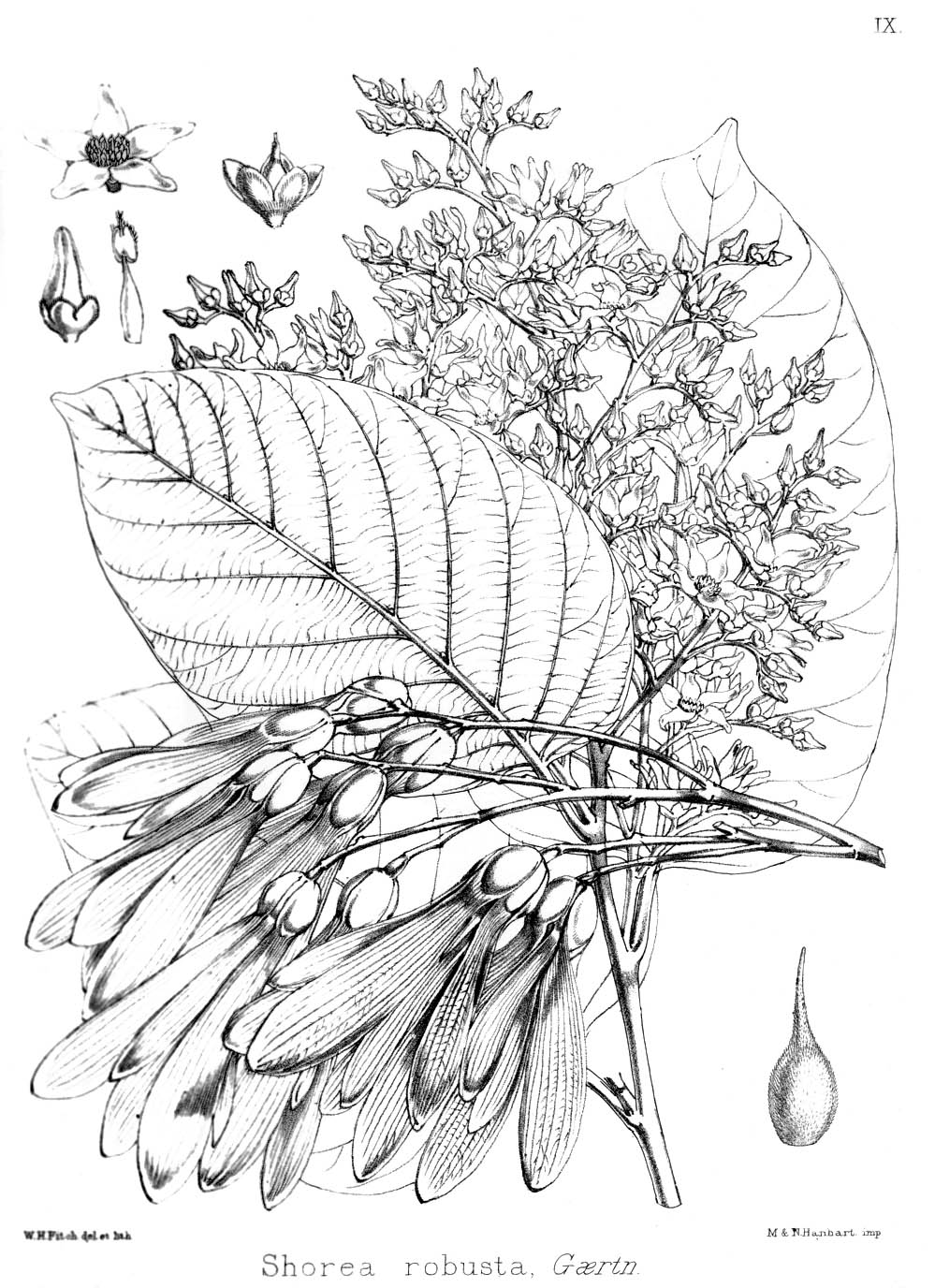
沙羅樹

30歳のとき両親との死別に直面したヴァルダマーナは、兄から許可を得て全財産を分与し、出家して一切を捨て、ニガンタ派の沙門（śramaṇa）の遊行者となって修行生活に入った。人生を苦（duḥkha）とみて、正しい信仰（正信）・正しい知識（正知）・正しい行い（正業）を通じて魂の救済を志し、13か月の瞑想を経てすべての衣服と履き物を捨てて裸形となった。これは、ニガンタ派の伝統から離脱する最初の革新であった。裸のまま「空気をまとって」世俗にかかわる所有物すべてを放棄し、12年間激しい苦行と瞑想にその身を捧げた。苦行を持続するあいだ、かれは感覚に対する典型的な統制のあり方を示し、また、人間、動植物を含むすべての生物一切に極限と呼べるほどの注意を払い、あらゆる意味でこれらを傷つけないよう努めた。リジュクラ川（リジュパーリカー川）の河畔ジュリンビカ（ジャブラカ）村での修行を完成し、2日半にわたる瞑想のあとの夏の夜、ジュリンビカの沙羅樹の下で真理を悟って「全能の力」を獲得し、「ジナ」（Jina、「勝利者」）となった。ジャイナ教とは、この「ジナの教え」に由来する。かれは弟子や信奉者によって「偉大な勇者」マハーヴィーラと称されるようになった。

### 布教の旅
以後30年間、裸体でガンジス川中流域のマガダ、アンガ、ヴィデアの諸国を遊行しながら、その教え（「精神の自由」という永遠の真実）を説き広め、とくにヴァイシャーリー地方には多くの信者を獲得していった。その教えはバラモンによる祭祀を認めず、ヴェーダの権威とカースト制度を否定し、当時としては合理的な世界観をともない、サンジャヤ・ベーラッティプッタの懐疑論は実践の指針とはならないとして、実践のあり方を具体的に示した。
マハーヴィーラは、ヴァイシャーリーの豪族の出身であり、ヴァイシャーリー王とも実母を通じての縁故があったため、布教上の便宜も多く、またマガダ国の王妃もヴァイシャーリー王家の出身だという関係でしばしばマガダの王都ラージャグリハ（ラージャガハ）にも赴いた。彼の教えはいたる所で歓迎され、40万人の信奉者がいた所もあったと伝えられている。
マハーヴィーラは、気候上もっとも厳しい季節であっても素足で衣服なしで説教をした。モンスーンの間は、他の聖人たちと同様、町の周囲に滞在した。

### 入滅

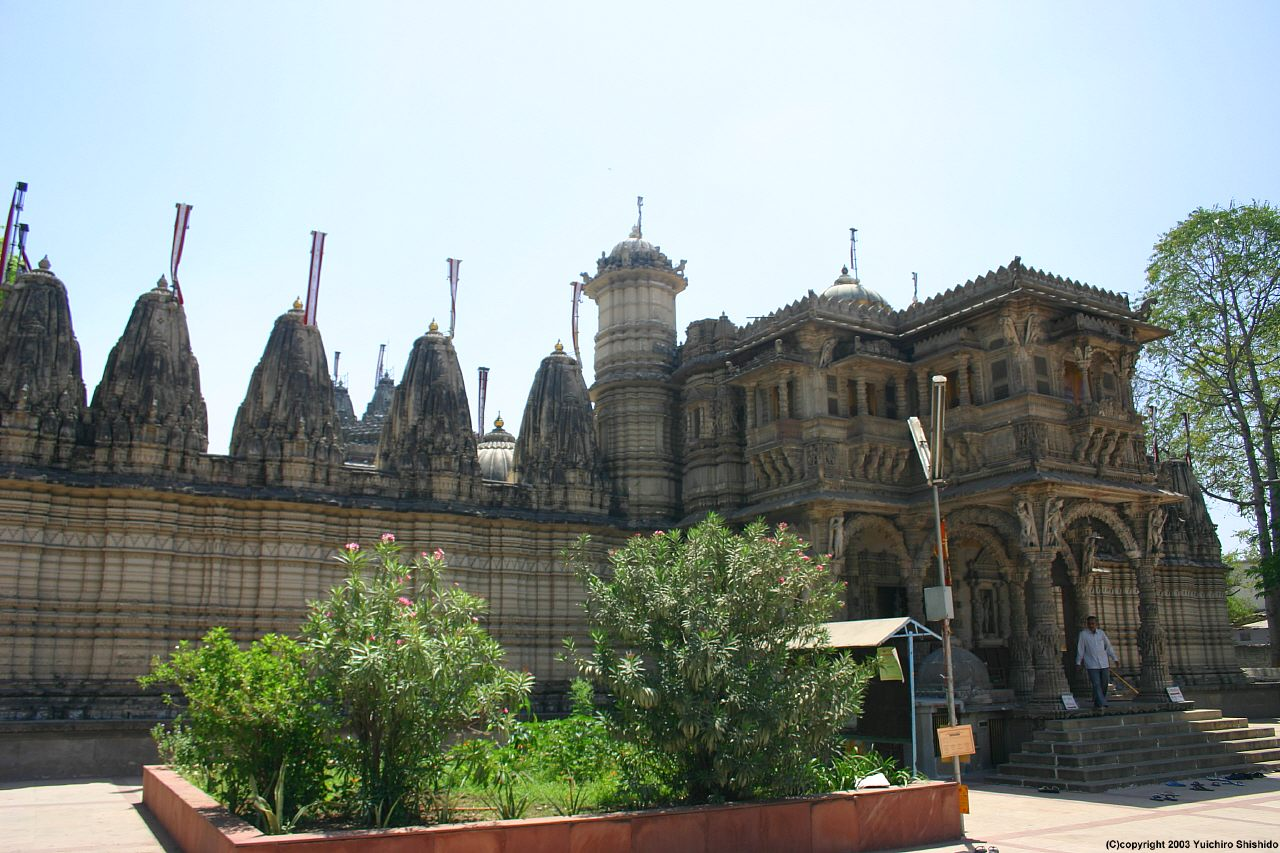
エローラ石窟群のジャイナ教寺院

マハーヴィーラは、72歳でマガダ国のパータリプトラ（現パトナ市）近郊のパーヴァー村（現在のパーワープリー）で生涯を閉じた。断食を続行したままの死であったといわれる。ジャイナ教では彼は第24祖（24番目のジナ）として扱われる。
彼がその生涯を終えたことは、ジャイナ教においては、死とは見なされていない。それは涅槃（ニルヴァーナ）に到達したのであって、魂は天空の最頂に達し、そこに永久にとどまったとされている。ジャイナ教では、これをモークシュ（Moksh、解脱）と称して祝日としている。
マハーヴィーラ入滅の年はいまだ論争の的であるが、ブッダの涅槃に先だつ数年前のできごととされる。伝承によれば、マハーヴィーラが死去した際、俗人の大規模な共同体のほか、1万4000人の僧侶（サードゥ, sādhu）と3万6000人の尼僧（サードゥヴィー, sādhvī）がいたといわれる。

## 生没年について
ジャイナ教団の伝統説によれば、マハーヴィーラは紀元前599年（または紀元前598年）のチャイトラ白月13日に生まれたとしており、その入滅の年を、ジャイナ教白衣派はこれを紀元前57年（もしくは紀元前56年）を起点とするヴィクラマ紀元の470年前、空衣派は西暦78年を起点とするシャカ紀元の605年前としている。つまりは、伝統説によるヴァルダマーナの生没年は紀元前599年-紀元前527年、または紀元前598年-紀元前526年となる。
近代の研究者は、彼がブッダと同じ時代の人物とされることから年代を推定することが多く、そのため仏滅年代と対応して各説が立てられることが多い。
パーリ語文献にもとづく「南伝」の仏滅年代によるヤコービおよびシュブリヒの説では、紀元前549年生まれ、紀元前477年死没であり、漢訳仏典にもとづく「北伝」の仏滅年代を採用する日本の仏教学者中村元によれば紀元前444年生まれ、紀元前372年死没となる。他に、紀元前539年-紀元前467年とする説、バシャムによる紀元前540年-紀元前468年とする説がある。

## 尊称・異称
本名である「ヴァルダマーナ」は出家以前の名で、原義は「栄える者」である。ヴァルダマーナは、原始仏典では「ニガンタ・ナータプッタ」（nigaṇṭha nātaputta, निगण्ढ नात、漢:尼乾陀若提子）というが、それはナータ族の出身者で、古くからの宗教上の一派ニガンタ派で修行したため称されたものである。彼は、従来のバラモンの教えに満足できずニガンタ派の教義からジャイナ教を確立し、以来「マハーヴィーラ」（「偉大な勇者」）の尊称で広く知られた。
ニガンタ派は、ジャイナ教の伝説によればマハーヴィーラ生誕250年前の人と伝承されるパーサ（パールシュヴァ）が開いた宗派とされる。伝説では、マハーヴィーラ以前に23人の祖師「ティッタンカラ」（ティールタンカラ）がいたとしており、パーサはその23代目、マハーヴィーラ（ヴァルダマーナ）は24代目とされる。パーサはニガンタ派を率いた歴史上の人物と考えられ、その意味でマハーヴィーラは改革者であり、宣伝者でもあった。彼の改革後も「ニガンタ派」の名は用いられ、漢訳仏典においてジャイナ教徒は「尼乾子」（にげんし）と呼称される。ジャイナ教では、自分たちを過去二十四聖ことに最後の七聖の教えを受けつぐものと称し、これらの聖人を「ジナ」（勝利者、征服者、漢:耆那）と呼んだ。ジャイナ教の名はこれより起こる。
なお、彼の尊称・異称としては、以上述べたほかに「アリハンタ」（敵を倒した者）、「アルハット」（修行完成にふさわしい人）がある。

## 23人のティッタンカラ

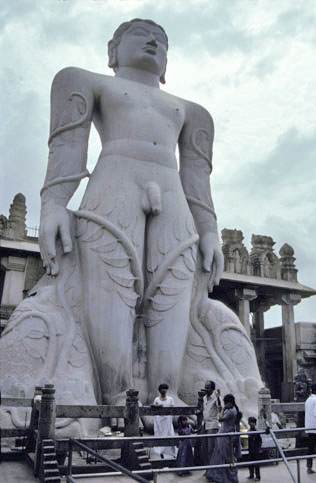
カルナータカ州シュラヴァナ・ベルゴーラに立つ第2代祖師ゴーマテーシュヴァラ（en）の像（高さ17.5メートル、10世紀、世界最大級の立像）

ジャイナ教では、マハーヴィーラに先だって23人の祖師（ティッタンカラ）がいたとされるが、その最初にあたる「第1の師」アーディーシュヴァラは、カイラーサ山で涅槃に達する前、はじめは王子として、次には苦行者として10億年生きたとされ、他のティッタンカラの生涯もそれぞれ概ね同様の伝説を有している。だれもが王子として生まれるが、現世を捨てて宗教的共同体を創っていく。「第23の師」パーサは歴史上の人物であることが認められており、ベナレスの王の子息であったとされるが、30歳で出家し、全能の力を獲得して8つのコミュニティを創りあげた後、100歳で山中に没したと伝承される。今日でもパーサはジャイナ教の神話と信仰のなかで独自の位置にある。
なお、カルナータカ州に所在するジャイナ教の聖地シュラヴァナ・ベルゴーラには「第2の師」ゴーマテーシュヴァラの巨大な丸彫立像があり、ジャイナ教美術史上重要なものとなっている。

## マハーヴィーラの思想

### バラモン教批判
バラモン教では、人びとは4つの階級に分けられ、最上位のバラモン（司祭者階級）のみが神々と交わることができるとされていた。バラモン教は、司祭者階級による神々への供儀を中心とする祭式宗教だった。これに反旗を翻したのがブッダやマハーヴィーラらの自由思想家たちであった。マハーヴィーラはカースト制度を否定するとともに、多数の動物を殺して神々への生贄とする供儀を厳しく批判した。また、彼はバラモンが抽象的にしか示さなかった業（カルマ）の過程を生き生きとしたかたちで定義しなおした。

### 多元的実在論

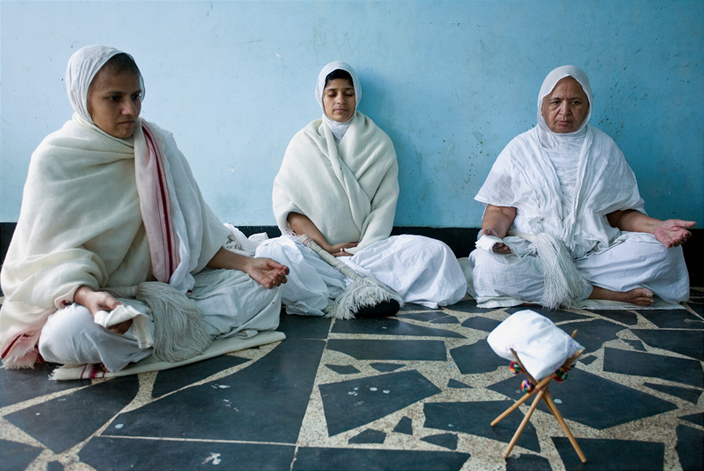
ジャイナ教徒の瞑想

マハーヴィーラの形而上学は、世界ないし宇宙を「生命」（霊魂、ジーヴァ）と「非生命」（非霊魂、アジーヴァ）とに分類して多元的実在論を展開したところにその特色があった。教義によれば、宇宙は、霊魂、運動の条件、静止の条件、虚空、物質の5つの実在体から構成される。霊魂は、ジャイナ教においては6種とされており、地（土）・水・火・風（空気）・植物・動物を「六生類」と総称し、通常、生物とされる範囲よりはるかに広い範囲を「生命」とみなす点を大きな特徴としている。その一方で、宇宙を世界と非世界に区分する分類もあり、その場合、非世界には虚空があるのみとした。
このようなマハーヴィーラの立場は無神論に属しており、宇宙創造神や絶対の原理を否定する点でも仏教とのあいだに共通点がある。また、彼によれば、物質は原子からなり下降性があるのに対し、霊魂には上昇性があるとしている。

### 輪廻と業
霊魂（六生類）は、生じることもなく滅することもなく、永劫に輪廻の生存を繰り返し、本来は定まった形のないものだと把握される。輪廻は、汚れたものである業が霊魂に流れ込むことによって起こる。業とは、身・口・意によってなした行為のことであり、それによって微細な物質が霊魂に流れ込んで輪廻の生存が繰り返されるのである。したがって、すでに流れ込んでしまった前世からの古い業を苦行によって滅ぼし、新しい業が流れ込まないようにすることができれば輪廻は終わり、解脱へと至る。
業とくに悪業には物理的な重さがあり、悪業を多く含んだ霊魂は、繋縛（けばく）を受けて霊魂が本来もつ上昇性が妨げられ、地獄・畜生・人間・神々の4つの世界の境をさまよう。悪業のはなはだしい場合はしたがって、死後、地獄へ堕ちる。解脱した霊魂には繋縛がなく、上昇性は妨げられない。善行や誓いを守った生活を送ることによってこの上昇性を解放すると、霊魂は世界の頂上にたどり着いて平安の境地たる極楽世界に達することができる。

### 五戒
マハーヴィーラは、パーサの「四戒」を
1. 不殺生（アヒンサー）
2. 真実語（不妄語、サティヤ）
3. 不盗（不与得、アスティーヤ）
4. 不淫（ブラフマチャリヤ）
5. 無所有（不所得、アパリグラハ）

の5つの誓戒（「五戒」）に改め、これに懺悔をともなわせてニガンタ派の教説を改良した。
ジャイナ教の「五戒」には出家した者（ヤティ）が守る五大誓戒と在家信者（男性：シュラーヴァカ、女性：シュラーヴィカー）が守るべき五小誓戒があるが、項目上は同じである。仏教の五戒とも多く重複しているが、ブッダが中道を説くのに対しマハーヴィーラは苦行主義に立つ。
不淫については、出家者は性的関係をいっさい結ばないことであるが、在家においては夫以外の男性や妻以外の女性と性的に交わらないことを意味しており、無所有については、出家者とくに空衣派では一糸まとわないことを意味するが、在家信者の場合は自ら設定した限度以上に得た財貨の全額を教団に寄付すべきであるという意味になっている。
マハーヴィーラは、「生きものが生きものによって傷つけられる」苦悩の生活について深く思慮し、苦の原因であるカルマ（業）を除去することによって、汚れのない本性的な自己を回復するため、自ら厳しい禁欲主義を実践した。倫理的な生活によって汚れから心のあり方を守るべきことを説く点では仏教と同じ傾向を示すが、ジャイナ教ではそれ以上に厳格な実践が求められる。とくに「不殺生」と「無所有」の実践は重視される。

### アヒンサー

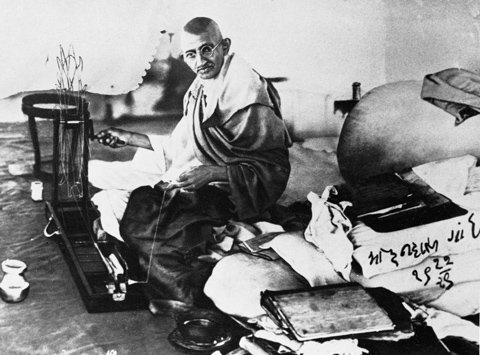
ジャイナ教の教義から多大な影響を受けたマハトマ・ガンディー（1929年撮影）。菜食主義者でもあった彼はアヒンサーを訴えた

不殺生（アヒンサー）を説くのは、すべて生きものは苦を憎むものであり、それを殺せば必ずその憎しみは殺害者にふりかかって束縛の原因になると考えるからである。ジャイナ教における「生命」の範囲は上述のように幅広く、容器いっぱいの水は、容器いっぱいの蟻に等しいものとされ、ともに命あるものとされる。
そのためジャイナ教の不殺生戒は仏教よりも徹底しており、虫一匹殺さないものである。ジャイナ修行僧にとって、水こし袋、口を覆う布、鈴のついた杖、やわらかい箒などは生活必需品である。水こし袋は水中の微生物を除去するため、布は空中の微生物を誤って吸引することを防止するため、杖や箒は道行くときに足で踏んで殺さないよう虫たちをやさしく払いのけるために使用される。ジャイナ教徒用の店や市場では肉や魚類はいっさい扱わず、根菜類や蜂蜜なども忌避される。また、極度に小さな動物を殺してしまう危険があるため、日没後の外出は禁じられている。

### 無所有
無所有を説くのは、「無欲無一物」の清浄な世界を希求するためである。すなわち、マハーヴィーラは、所有は欲求であり、欲求は行為を誘い、行為すれば必ず殺生することになり、殺生は最大の罪で、また束縛の主要な原因であると説く。それゆえ「すべて」を捨てることが求められる。「すべて」には、物質的なものだけではなく、家族・親類などの人間関係、欲求などの精神的なもの、さらには修行に不必要なものすべてが含まれる。衣服を用いない裸形が、ことのほかジャイナ教において修行の理想とされる所以である。
また出家者の修行も仏教より厳格で、ヴァルダマーナが一貫して苦行を続けたことに倣い、ひたすら試練に耐えることが重んじられる。苦行は超自然的な験力を生み、霊魂に付着した汚れた業を払い落とす効果があるとみなされる。特に断食は重視され、最終解脱には断食により身体を放棄することが求められた。

### 相対論
マハーヴィーラは、論証に際しては、事物は相対的にのみ認識され、また真理は多様に言い表されるべきものだという見解を示し、いかなる事物に対しても一方的、断定的な判断を下すべきではなく、必ず「ある点からすれば」（スィヤート）という限定をつけるべきだと主張した。ブッダの中道説に対し、事物は多面的にみなくては真実には至らないとする不定説の立場である。ある事象に対する判断は、判断者の立場にしたがって異なるものであり、その判断数は7と考えられている。これはジャイナ教における一種の相対論（アネーカーンタ・ヴァーダ、anekānta-vāda）の側面である。ジャイナ教では、この7種の判断をもとに世界の成り立ちに関する原理（「七諦」）が立てられ、これにより世界の経過が説明されている。

### 補説
男女平等
マハーヴィーラは、男性と女性が精神的に平等であること、そして、両性とも解脱し涅槃の境地に至ることが可能であると説いた。ミルチア・エリアーデも、裸形での修行が義務づけられたマハーヴィーラ在世時の初期教団にあって、女性は容易に裸になれないはずであるのに尼僧（sādhvī）や女性信者（Śrāvikā）の多さを驚愕の念をもって指摘している。
「数」に対する情熱
ミルチア・エリアーデは、シュブリヒの「数の体系」という語を引用しながら、マハーヴィーラの教義の特徴を「自然の構造に対する関心と分類や、数に対する情熱」であるとしている。3種類の意識、4つの世界、5種の正しい知識、魂の功罪を示す6つの色、7原理、8種の「業体」、精神性の14段階などである。

## 視覚芸術におけるマハーヴィーラ

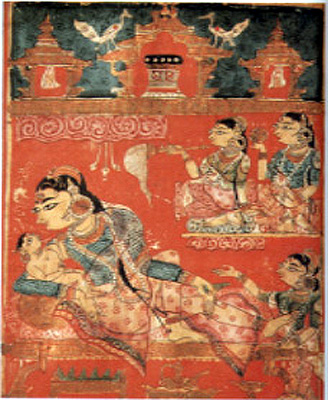
『カルパ・スートラ』より「マハーヴィーラの誕生」（一部分）、14世紀第4四半世紀

マハーヴィーラ像は、彼の死（涅槃）の600年以上後に彫刻されるようになった。マハーヴィーラあるいはむしろすべてのティールタンカラ（ティッタンカラ、祖師）の像は、ジャイナ教徒の信者にとって奉献の必需品であった。それゆえ、彼らの実際の肖像を発見することを目指す代わりに、第一にかれらのなかで規格化された基準のなかでの精神的・審美的な模範が主として求められたのである。
祖師たちのイメージとは、大部分が石、金属または色に変換された心のイメージであった。頭の後方でみずからの肩と蛇のかぶり物にかかる髪を結い、初代アーディナータ（リシャバデーヴァ）と23代祖師パールシュヴァナータのイメージはそれぞれ異なった標識を持つが、そうした区別は、若干の地域偏差や遠方における少数の微細な特徴をのぞくと、他のティールタンカラ像ではほとんどみられない。
マハーヴィーラ像の場合も、胸のライオンの紋章と頭部のわずかに他と異なる特徴のほかは、他のティールタンカラのそれと大部分は同一である。少なくとも数千とある古代の単独像で、異なるティールタンカラの紋章を含む奉献台には、ほとんど完全なものはないのであり、それゆえ、それぞれのティールタンカラ固有の同一性を認めるのは困難である。
マハーヴィーラの像容は、主として直立（kayotsarga-mudra）または結跏趺坐（padmasana）である。他の姿勢は、マハーヴィーラが大悟（keval gyan）に達したというときの姿勢godohana-mudraでさえ好まれなかった。空衣派（digambara）の信者によって求められる像は衣服のみならずあらゆる種類の装飾のない裸像であり、白衣派（svetambara）によって求められる像は、衣類、宝石また冠さえ着用するものがある。君主が座すような玉座に据え付けられるものさえ見受けられる。
視覚芸術におけるマハーヴィーラ像は彼の人生のエピソードをほとんど反映していない。ただし、彫刻家も画家も、多くのメイドが付き添いベッドに横たわる彼の母トゥリシャーラを描き、母が出生の際に16の吉兆を夢みたという話にまつわる関心を示した。マハーヴィーラのトリ・ラトナ（「正信」「正知」「正業」の3つの宝）の象徴的記号表現もさまざまな彫刻パネルでみられる。同様に、かれの最初の説法（samavasarana ）の図は多くの細密画や壁画の画題となった。

## マハーヴィーラの伝記
マハーヴィーラの生涯については、主としてジャイナ教徒たちによって、さまざまな叙述がなされている。それらのなかでとても有名なのは、宗教指導者バドラバーフの著作とされる 『カルパ・スートラ』（主な祖師の伝記）である。
他の伝記としては、
- "Lord Mahavira and his times" 『マハーヴィーラ師とその時代』by Kailash Chand Jain (1991) Motilal Banarsidass Publishers PVT LTD Delhi (India)
- "Lord Mahavira (A study in historical perspective)" 『マハーヴィーラ師（歴史学的視点からの研究）』by Bool Chand ( 1987 ) P.V. Research Institute I.T.I Road Varanasi 5 (India)
- "Lord Mahavira in the eyes of foreigners"『外国人から見たマハーヴィーラ師』 by Akshaya Kumar Jain ( 1975 ) Meena Bharati New Delhi 110003 (India)

がある。